# Шекшино
Шекшино — деревня в Рязанском районе Рязанской области. Входит в Искровское сельское поселение.

## География
Находится в северо-западной части Рязанской области на расстоянии приблизительно 32 км на юг-юго-восток по прямой от вокзала станции Рязань II.

## История
На карте 1850 года показана как поселение с 20 дворами. В 1859 году здесь (тогда деревня Пронского уезда Рязанской губернии) было учтено 36 дворов, в 1897 62.

## Население
Численность населения: 383 человека (1859 год), 429 (1897), 4 в 2002 году (русские 100 %), 1 в 2010.